# Цифрове телебачення
Цифрове́ телеба́чення (англ. Digital Television, DTV) — галузь телевізійної техніки, в якій передавання, обробка та зберігання телевізійного сигналу здійснюється у цифровій формі.
Окрім систем телевізійного мовлення, методи та засоби цифрового телебачення лягли в основу сучасних систем відеозв'язку, до яких відносяться відеоконференції та телеприсутність. Методи кодування сигналів в системах відеозв'язку описані в спеціальних стандартах, таких як H.261, H.262, H.263 та інші. В кінці 1998 року був затверджений стандарт MPEG-4, який забезпечував передачу відео та звуку по вузькосмугових каналах передачі даних.

## Порівняння з аналоговим
Цифрове ТБ відрізняється від аналогового головним чином за характером переданих даних, які транслюються в цифровому вигляді. Схема процесів, що протікають виглядає приблизно так: відео і аудіо спочатку кодуються обраним кодеком, потім упаковуються в потік даних певного типу, який передається існуючими каналами зв'язку. Потім у приймальному пристрої, сигнали дешифруються і передаються в точності такими, якими були відправлені, на екран. Таким чином, у той час як аналоговий сигнал може втратити якість під час передачі даних через різного роду перешкоди, цифровий проектує їх абсолютно без спотворень.

### Переваги в порівнянні з аналоговим телебаченням
- Підвищення завадостійкості трактів передачі і запису телевізійних сигналів.
- Зменшення потужності передавачів.
- Істотне збільшення числа ТВ-програм, що передаються в тому ж частотному діапазоні.
- Підвищення якості зображення і звуку в ТВ-приймачах.
- Створення ТВ-систем з новими стандартами розкладання зображення (телебачення високої чіткості).
- Створення інтерактивних ТВ-систем, при користуванні якими глядач отримує можливість впливати на передану програму (наприклад, відео за запитом).
- Функція «На початок передачі».
- Архів ТВ-передач і запис ТВ-передач.
- Передача в ТВ-сигналі різної додаткової інформації.
- Вибір мови (більш звичайних двох) і субтитрів.
- Розширення функційних можливостей студійної апаратури.

### Недоліки
- Завмирання і розсипання картинки на «квадратики» при недостатньому рівні сигналу, дані або приймаються якісно на 100 % або відновлюються, або приймаються погано з неможливістю відновлення.

## Цифрове телебачення в Україні
Цифрове наземне телебачення в Україні реалізовано в форматі DVB-T2. Так вирішила Національна рада України з питань телебачення і радіомовлення навесні 2011 року. Шифрування сигналу наразі не відбувається. Попереднє рішення про шифрування сигналу, що було прийняте восени 2011 року, було потім відмінене.
До загальнонаціонального запровадження цифрового наземного телебачення в форматі DVB-T2, спочатку у 2008 році планувалось, що в Україні поступово буде впроваджений стандарт цифрового телебачення DVB-T.
У травні 2009 почалися передачі на постійній основі програм цифрового телебачення в Києві, Київській, Житомирській і Одеській областях. Згідно з програмою НКТР, з 2012 року до відкриття Євро-2012 українське телебачення має перейти на винятково цифрове мовлення.
З 4 лютого 2010 року у 12 областях (Київська, Одеська, Житомирська, Дніпропетровська, Львівська, Чернігівська, Вінницька, Запорізька, Миколаївська, Тернопільська, Закарпатська та Крим) почали передачу цифрового телебачення. Однак на ці частоти концерн РРТ не мав ліцензій і був змушений невдовзі припинити мовлення.
Рішення про побудову загальнонаціональної мережі цифрових передавачів, що забезпечують трансляцію сигналу в форматі DVB-T2 було прийняте у 2011 році. Побудовою такої мережі зайнялось ТОВ «Зеонбуд».
У 2011 році були плани щодо шифрування ефірного сигналу. Такий шифрований сигнал могли б приймати лише спеціальні декодери конкретних виробників, а не будь-які декодери DVB-T2. У державному бюджеті на 2012 рік було виділено 350 мільйонів гривень на закупівлю цих конкретних декодерів. 21 березня 2012 Кабінет Міністрів України прийняв постанову «Про затвердження Порядку використання коштів, передбачених у державному бюджеті для забезпечення населення засобами приймання сигналів цифрового телерадіомовлення».

## Способи трансляції цифрового телебачення
- Цифрове наземне телебачення в Україні
- Супутникове телебачення
- Кабельне телебачення